# Gerard Deulofeu
Gerard Deulofeu Lázaro (Riudarenes, 13 maart 1994) is een Spaans voetballer die doorgaans als aanvaller speelt. Hij verruilde FC Barcelona in juli 2018 voor Watford, dat hem daarvoor al een halfjaar huurde. Deulofeu debuteerde in 2014 in het Spaans voetbalelftal.

## Clubcarrière

### FC Barcelona
Deulofeu kwam in 2003 van Penya Esportiva Bons Aires naar de jeugdopleiding van FC Barcelona, waar hij begon in het Benjamín-team. In 2010 werd hij met de Juvenil B, destijds getraind door Sergi Barjuán, kampioen van de regionale groep van de Liga Nacional Juvenil. In het seizoen 2010/2011 werd Deulofeu een vaste waarde voor de Juvenil A, het hoogste jeugdelftal van FC Barcelona. Met dit team won hij dat seizoen de triplet: het regionale kampioenschap, de Copa de Campeones en de Copa del Rey Juvenil. Op 1 maart 2011 speelde hij zijn eerste wedstrijd voor het tweede elftal van FC Barcelona. In de competitiewedstrijd tegen Córdoba CF kwam Deulofeu als invaller voor Edu Oriol in het veld. Op 29 oktober 2011 debuteerde hij in het eerste elftal in de Primera División als invaller voor David Villa in de wedstrijd tegen RCD Mallorca. In juli 2013 leende Barcelona hem voor een jaar uit aan Everton FC. In het seizoen 2013/14 speelde hij hier vijfentwintig competitiewedstrijden voor. Daarin kwam hij tot vier goals en vijf assists in alle competities. 

### Sevilla
Na zijn terugkeer bij Barcelona kreeg hij opnieuw geen speelminuten, waarop de club hem in januari 2015 voor een half jaar verhuurde aan Sevilla FC. Daarvoor speelde hij zeventien competitiewedstrijden. Ook won hij de UEFA Europa League met de club, hoewel hij zelf niet in actie kwam tijdens de finale.

### Everton
Everton betaalde in juni 2015 €6.000.000,- aan Barcelona en nam Deulofeu zo definitief over. Hij tekende er een contract tot medio 2018. In zijn verbintenis werd een optie voor nog een seizoen opgenomen. In zijn eerste seizoen was hij goed voor vier goals en dertien assists. In zijn tweede seizoen kwam hij minder aan spelen toe. Everton verhuurde Deulofeu in januari 2017 voor een halfjaar aan AC Milan. Daar was hij met vier goals en drie assists in een half jaar succesvoller.

### Terug bij Barcelona
FC Barcelona maakte in juni 2017 gebruik van een bij verkoop in zijn contract opgenomen clausule. Daarmee haalde de Spaanse club hem voor €12.000.000,- terug en legde ze Deulofeu tot medio 2019 vast. Ook in zijn tweede periode bij FC Barcelona bleef een doorbraak uit voor Deulofeu. Hij speelde slechts zeventien wedstrijden, elf meer dan in zijn eerste periode en kwam daarin tot twee goals en twee assists.

### Watford
FC Barcelona verhuurde Deulofeu voor de tweede helft van het seizoen 2017/18 aan Watford. Dat nam hem daarna definitief over. Hij beleefde in 2018/19 zijn beste seizoen op het hoogste niveau tot dan toe. Hij scoorde twaalf doelpunten in alle competities en gaf vijf assists. In 2020 degradeerde Deulofeu met Watford naar het tweede niveau. In tweeënhalf jaar kwam Deulofeu 70 wedstrijden voor Watford, waarin hij goed was voor zeventien goals en elf assists.

### Udinese
Het seizoen daarna werd hij verhuurd aan partnerclub Udinese. Dat nam hem na een jaar definitief over. In het seizoen 2021/22 scoorde hij dertien doelpunten en gaf hij vijf assists, wat zijn beste seizoen was. Halverwege het seizoen 2022/23 scheurde hij voor de vierde keer in zijn loopbaan zijn kruisband af. Daarna vreesde hij voor het einde van zijn carrière, vertelde hij in februari 2024. "Sinds enkele maanden weet ik dat ik misschien niet meer zou spelen. Ik kan lange tijd niet doen waar ik van hou. Ik heb al meer dan een jaar niet gespeeld. Ik heb het idee geaccepteerd dat ik misschien nooit meer zal herstellen."

## Clubstatistieken
| Seizoen | Club           | Competitie         | Competitie | Competitie | Competitie | Beker | Beker | Beker | Overig | Overig | Overig | Totaal | Totaal | Totaal |
| Seizoen | Club           | Competitie         | Wed.       | Dlp.       | Ass.       | Wed.  | Dlp.  | Ass.  | Wed.   | Dlp.   | Ass.   | Wed.   | Dlp.   | Ass.   |
| ------- | -------------- | ------------------ | ---------- | ---------- | ---------- | ----- | ----- | ----- | ------ | ------ | ------ | ------ | ------ | ------ |
| 2010/11 | FC Barcelona B | Segunda División A | 1          | 0          | 0          | —     | —     | —     | —      | —      | —      | 1      | 0      | 0      |
| 2011/12 | FC Barcelona B | Segunda División A | 34         | 9          | 8          | —     | —     | —     | —      | —      | —      | 34     | 9      | 8      |
| 2012/13 | FC Barcelona B | Segunda División A | 33         | 18         | 5          | —     | —     | —     | —      | —      | —      | 33     | 18     | 5      |
| 2011/12 | FC Barcelona   | Primera División   | 1          | 0          | 0          | 0     | 0     | 0     | 1      | 0      | 0      | 2      | 0      | 0      |
| 2012/13 | FC Barcelona   | Primera División   | 1          | 0          | 0          | 1     | 0     | 0     | 2      | 0      | 0      | 4      | 0      | 0      |
| 2013/14 | → Everton      | Premier League     | 25         | 3          | 4          | 4     | 1     | 1     | —      | —      | —      | 29     | 4      | 5      |
| 2014/15 | → Sevilla      | Primera División   | 17         | 1          | 6          | 6     | 2     | 2     | 5      | 0      | 2      | 28     | 3      | 10     |
| 2015/16 | Everton        | Premier League     | 26         | 2          | 9          | 7     | 2     | 4     | —      | —      | —      | 33     | 4      | 13     |
| 2016/17 | Everton        | Premier League     | 11         | 0          | 0          | 2     | 0     | 1     | —      | —      | —      | 13     | 0      | 1      |
| 2016/17 | → AC Milan     | Serie A            | 17         | 4          | 3          | 1     | 0     | 0     | —      | —      | —      | 18     | 4      | 3      |
| 2017/18 | FC Barcelona   | Primera División   | 10         | 1          | 1          | 4     | 1     | 1     | 3      | 0      | 0      | 17     | 2      | 2      |
| 2017/18 | → Watford      | Premier League     | 7          | 1          | 1          | 0     | 0     | 0     | —      | —      | —      | 7      | 1      | 1      |
| 2018/19 | Watford        | Premier League     | 30         | 10         | 5          | 3     | 2     | 0     | —      | —      | —      | 33     | 12     | 5      |
| 2019/20 | Watford        | Premier League     | 28         | 4          | 5          | 2     | 0     | 0     | —      | —      | —      | 30     | 4      | 5      |
| 2020/21 | → Udinese      | Serie A            | 13         | 1          | 2          | 2     | 1     | 0     | —      | —      | —      | 15     | 2      | 2      |
| 2021/22 | Udinese        | Serie A            | 34         | 13         | 5          | 1     | 0     | 0     | —      | —      | —      | 35     | 13     | 5      |
| 2022/23 | Udinese        | Serie A            | 16         | 2          | 6          | 2     | 1     | 1     | —      | —      | —      | 18     | 3      | 7      |
| 2023/24 | Udinese        | Serie A            | 0          | 0          | 0          | 0     | 0     | 0     | —      | —      | —      | 0      | 0      | 0      |
| TOTAAL  | TOTAAL         | TOTAAL             | 304        | 69         | 60         | 35    | 10    | 10    | 11     | 0      | 2      | 350    | 79     | 72     |

## Interlandcarrière
Deulofeu behoorde in 2010 tot de selectie voor het Europees kampioenschap onder 17. Op dit toernooi was hij met La Rojita de verliezend finalist. Hij won in 2011 en 2012 twee jaar op rij het Europees kampioenschap onder 19. Hij werd in 2012 tevens uitgeroepen tot beste speler van het toernooi.
Deulofeu maakte op 30 mei 2014 zijn debuut in het Spaans voetbalelftal, in een oefeninterland tegen Bolivia (2–0). Hij verving in de tachtigste minuut Pedro Rodríguez. Hij werd daarna niet meer opgeroepen tot maart 2017, toen hij in een oefeninterland in en tegen Frankrijk (0–2 winst) ook zijn eerste interlanddoelpunt maakte.

## Erelijst
| Competitie                |              |              |              |              |
| Competitie                | Aantal       | Jaren        |              |              |
| FC Barcelona              | FC Barcelona | FC Barcelona | FC Barcelona | FC Barcelona |
| ------------------------- | ------------ | ------------ | ------------ | ------------ |
| Kampioen Primera División | 1x           | 2012/13      |              |              |
| Sevilla                   |              |              |              |              |
| UEFA Europa League        | 1x           | 2014/15      |              |              |
| Spanje -19                |              |              |              |              |
| Europees kampioen -19     | 2x           | 2011, 2012   |              |              |

1 Silvestri ·
2 Ebosele · 
4 Lovrić ·
5 Guessand ·
6 Zarraga ·
7 Success ·
8 Quina ·
9 Davis ·
10 Deulofeu ·
12 Kamara ·
13 Ferreira ·
14 Abankwah ·
15 Buta ·
17 Lucca ·
18 Pérez ·
19 Ehizibue ·
20 Semedo ·
22 Brenner ·
23 Ebosse ·
24 Samardžić ·
26 Thauvin  ·
27 Kabasele ·
28 Benkovic ·
29 Bijol ·
30 Giannetti ·
31 Kristensen ·
32 Payero ·
33 Zemura ·
34 Diawara ·
40 Okoye ·
79 Pejičić ·
93 Padelli ·
99 Piana ·
Karlström ·
Ekkelenkamp ·
Esteves ·
Bravo ·
Pizarro ·
Coach: Runjaic